# گورام آجویف
گورام آجویف (انگلیسی: Guram Adzhoyev؛ زادهٔ ۲۷ فوریهٔ ۱۹۹۵) بازیکن فوتبال اهل روسیه است. آجویف اولین بازی خود را در لیگ برتر روسیه برای آرسنال تولا در ۱ آوریل ۲۰۱۷ در بازی مقابل اف سی تام تومسک انجام داد.